# Matina (Kostaryka)
Matina – miasto w Kostaryce, w prowincji Limón.